# 30301 Kuditipudi
30301 Kuditipudi è un asteroide della fascia principale. Scoperto nel 2000, presenta un'orbita caratterizzata da un semiasse maggiore pari a 2,2785780 UA e da un'eccentricità di 0,1743489, inclinata di 5,27013° rispetto all'eclittica.